# Kendawa
Kendawa is een bestuurslaag in het regentschap Brebes van de provincie Midden-Java, Indonesië. Kendawa telt 3986 inwoners (volkstelling 2010).